# Monte Mitra
Monte Mitra är ett berg i Ekvatorialguinea. Det ligger i den sydvästra delen av landet, 290 km söder om huvudstaden Malabo. Toppen på Monte Mitra är 974 meter över havet.
Terrängen runt Monte Mitra är huvudsakligen kuperad. Runt Monte Mitra är det ganska glesbefolkat, med 21 invånare per kvadratkilometer. I omgivningarna runt Monte Mitra växer i huvudsak städsegrön lövskog.